# Pteraspis
Pteraspis es un género extinto de peces agnatos primitivos que vivieron en el período Devónico.

## Descripción

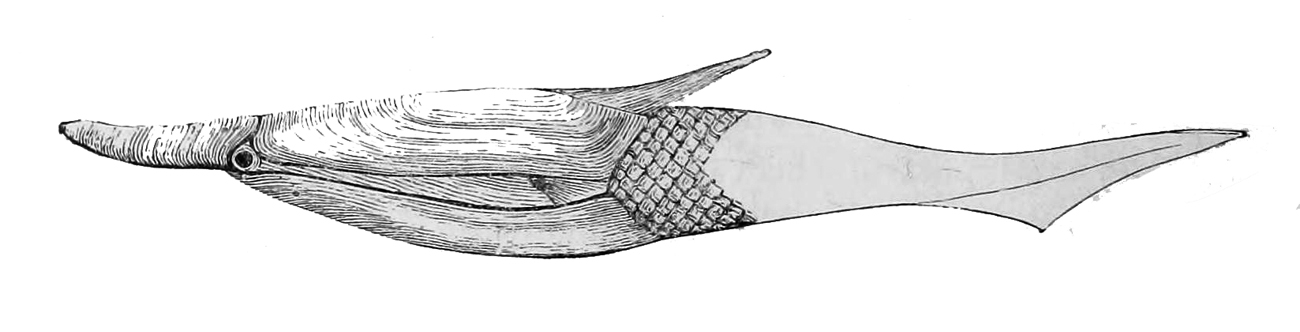
Recreación de un Pteraspis rostrata.

Como otros peces heterostráceos, Pteraspis tenía un blindaje armado que cubría la parte frontal de su cuerpo. Aunque carecía de aletas más allá de su cola lobulada, se piensa que habría sido buen nadador, gracias a las protuberancias rígidas, como alas derivadas de sus láminas branquiales (partes de la armadura que cubrían sus agallas). Esto, junto con el rostrum (proyección nasal) en forma de cuerno, hacía de Pteraspis una forma muy aerodinámica, una cualidad perfecta para un buen nadador. Pteraspis también tenía algunas espinas rígidas en su parte posterior, posiblemente una forma adicional de protección contra los depredadores. Se cree que se alimentaba de bancos de plancton poco profundos, apenas bajo la superficie del océano.